# International Terrestrial Reference Frame
Der International Terrestrial Reference Frame (ITRF) ist die jeweils gültige, zentimetergenaue Realisierung des terrestrischen Bezugssystems ITRS. Der ITRF besteht aus einem Verzeichnis der dreidimensionalen kartesischen Positions-Koordinaten und plattentektonischen Geschwindigkeiten von etwa 400 weltweit verteilten, hochpräzisen Vermessungspunkten.
Anders ausgedrückt:
- das Bezugssystem ITRS beschreibt die Geometrie und Dynamik des Erdkörpers; es enthält die Theorie und die zugehörigen Konstanten
- der globale Koordinatenrahmen ITRF ist das Verzeichnis der konkreten Koordinaten und Geschwindigkeiten, die das ITRS zahlenmäßig festlegen. Anders als bei geophysikalischen und dynamischen Erdmodellen werden im ITRF die verursachenden Kräfte der Kontinentaldrift nicht betrachtet, weshalb es zu den Modellen der  Plattenkinematik zählt.

Der ITRF ist das Ergebnis zahlreicher internationaler Messkampagnen und einer laufenden Kooperation von Institutionen aus der Geodäsie, Raumfahrt und Astronomie. Die ITRF-Punkte sind auch präzise in die jeweilige (regionale) Landesvermessung eingebunden.

## Bezugssystem des Erdkörpers
Um die Lage von Punkten auf der Erdoberfläche bestimmen zu können, benötigt die Geodäsie und Astronomie ein genau definiertes Koordinatensystem.
Da in der Natur weder der Ursprung noch die Achsen eines solchen Koordinatenrahmens (engl. „Reference Frame“) realisiert und zugänglich gemacht werden können, erfolgt dessen Definition indirekt – durch eine größere Anzahl von Festpunkten. Deren konkrete Koordinatenwerte machen aus einem theoretisch modellierten Reference System (ITRS) einen praktisch nutzbaren Bezugsrahmen (ITRF), der die Achsen des Systems fixiert.
Sein Ursprung ist das Geozentrum, der Schwerpunkt aller Massen der Erde. Er stellt das Zentrum der Gravitation für alle künstlichen Erdsatelliten dar, weshalb man seine Lage bezüglich der Erdoberfläche aus beobachteten Satellitenbahnen bestimmen kann.

Die Z-Achse ist die mittlere Rotationsachse der Erde (Referenzpol des IERS), die X-Achse steht senkrecht zur Z-Achse und durchsticht den Nullmeridian. Die Y-Achse steht wiederum senkrecht zu X- und Z-Achse und vervollständigt damit das Rechte-Hand-System. Zugleich spannen X- und Y-Achse die Äquatorebene auf.

### Messungen für ITRF
Die Bestimmung der Koordinaten der Satellitenstationen und ihrer längerfristigen Änderungen (z. B. durch die Plattentektonik) erfolgt mit verschiedenen Verfahren der Satellitengeodäsie:
- Distanzmessungen
  - per Mikrowellen zu den hohen Navigationssatelliten verschiedener GNSS
    - Global Positioning System (GPS)
    - GLONASS
    - Galileo (seit 2009)

  - per Laser
    - zu mittelhohen geodätischen Satelliten (Satellite Laser Ranging SLR)
    - zum Mond (Lunar Laser Ranging LLR)
- das Doppler-Funksystem DORIS

und mit Radioteleskopen:
- VLBI (Radio-Interferenzmessung zu Quasaren)
- und ihre Verknüpfung mit dem astrometrischen System des derzeit genauesten Sternkatalogs FK6.

### ITRF97 und ITRF2005
Die Erde ist kein ganz starrer Körper, sondern etwas verformbar. Beispielsweise gibt sie den Gezeitenkräften, die der Mond auf sie ausübt, um etwa einen halben Meter nach. Darüber hinaus führt die Plattentektonik zu dauernden Verschiebungen der Kontinente um ein bis zehn Zentimeter pro Jahr.
Diese Verschiebungen der Erdkruste konnte man bis vor etwa 10 Jahren nur indirekt nachweisen. Nun ist die Genauigkeit der geowissenschaftlichen Messungen so weit gestiegen, dass sie schon innerhalb Jahresfrist feststellbar sind.

Daher ist es notwendig, das terrestrische Bezugssystem laufend durch Messungen und durch Weiterentwicklung der Modelle zu verbessern. Seit den 1990ern werden die genauesten Messverfahren teilweise zu „Jahreslösungen“ kombiniert – in internationaler Kooperation von Institutionen der Internationalen Union für Geodäsie und Geophysik (IUGG) und dem IERS. Der größte regelmäßige Beitrag aus Europa zu IERS und ITRF sind die VLBI- und GPS-Messungen des deutschen Bundesamtes für Kartographie und Geodäsie (BKG).
Die Rotationsdaten dieser Jahreslösungen haben inzwischen (verglichen mit dem System der Quasare) Zentimetergenauigkeit erreicht, über einige Jahre sogar 3 mm oder 0,0001". Die Kontinentaldrift berücksichtigt man durch spezielle Methoden der Höheren Mathematik. Die so errechneten Erdmodelle erhalten eine Jahreszahl:
- ITRF97 ist eine durch verschiedene Projekte besonders genaue Lösung und diente mehrere Jahre zu Vergleichen verschiedener Modelle.
- ITRF2005 ist das derzeit genaueste Modell und ist das Bezugssystem für Erdverformungen.

## Ähnliche Systeme
Das europäische Analogon zum ITRF ist der European Terrestrial Reference Frame (ETRF).
Übersicht:
|                              | ...Reference System d. h. Bezugssystem (Theorie, Konstanten) | ...Reference Frame d. h. Koordinatenrahmen (konkrete Koordinaten + Geschwindigkeiten) | Geltungsbereich   |
| ---------------------------- | ------------------------------------------------------------ | ------------------------------------------------------------------------------------- | ----------------- |
| International Celestial...   | ICRS                                                         | ICRF                                                                                  | Himmel / Weltraum |
| International Terrestrial... | ITRS                                                         | ITRF                                                                                  | Erde              |
| European Terrestrial...      | ETRS                                                         | ETRF                                                                                  | Europa            |